# Hiperbilirubinèmia
La hiperbilirubinèmia és l'augment de el nivell de bilirubina en la sang (valors normals de 0,3 a 1 mg/dL); la bilirubina s'acumula en els teixits, sobretot aquells amb major nombre de fibres elàstiques (paladar, conjuntiva). De forma progressiva i si és major de 2,5 mg/dl, aproximadament, s'observa una coloració groguenca de la pell i mucosa, un fenomen conegut com a icterícia.

## Hiperbilirubinèmia no conjugada o indirecta
- De causa prehepàtica (abans del fetge): anèmia hemolítica
- De causa genètica:
  - Síndrome de Gilbert
  - Síndrome de Crigler-Najjar

## Hiperbilirubinèmia conjugada o directa
Habitualment la hiperbilirubinemia de predomini directe és causada per malalties hepàtiques en les que hi ha insuficient capacitat d'excretar la bilirubina. Aquesta dificultat pot localitzar-se en el fetge o en la via biliar (icterícia obstructiva).
Per afectació hepàtica o hepatocel·lular:
- Hepatitis aguda: Una hepatitis vírica aguda o d'una altra causa pot produir elevacions de bilirubina per dany en els hepatòcits.
- Icterícia neonatal.
- De causa genètica:
  - Síndrome de Dubin-Johnson.
  - Síndrome de Rotor.

Per afectació posthepàtica o colèstasi (obstrucció biliar): qualsevol factor que obstrueixi la via biliar pot associar-se a hiperbilirubinèmia directa. En aquests casos s'eleva també les fosfatases alcalines i la gamma-glutamiltranspeptidasa:
- Coledocolitiasi
- colangitis biliar primària.
- Colangitis esclerosant primària.
- Tumors de vies biliars.
- Hepatotoxicitat per certs fàrmacs.

Cirrosi hepàtica: depenent del moment pot predominar l'afectació hepàtica o de petits vasos biliars.